# Paulo Renato Ferreira
Paulo Renato Ferreira (nascut a Cascais, Portugal, el 18 de gener del 1979), és un futbolista professional portuguès que actualment juga de defensa central al Chelsea FC de la Premier League anglesa. Paulo Ferreira, també juga per la selecció de Portugal des del 2002.